# Brunswick (Nueva York)
Brunswick es un municipio del condado de Rensselaer, estado de Nueva York, Estados Unidos. Tiene una población estimada, a mediados de 2023, de 12 435 habitantes.

## Geografía
Está ubicado en las coordenadas 42°44′45″N 73°35′07″O / 42.74583, -73.58528 (42.745843, -73.585147).

## Demografía
Según la estimación 2019-2023 de la Oficina del Censo, los ingresos medios de los hogares son de $111,548 y los ingresos medios de las familias son de $130,204. Los ingresos per cápita en los últimos doce meses, medidos en dólares de 2023, son de $51,557.  Alrededor del 2.3% de la población está por debajo de la línea de pobreza.